# Скеђа (Арецо)
Скеђа је насеље у Италији у округу Арецо, региону Тоскана.
Према процени из 2011. у насељу је живело 12 становника. Насеље се налази на надморској висини од 589 м.